# Paulinska kiselina
Paulinska kiselina je omega-7 masna kiselina prisutna u mnogim biljnim izvorima, uključujući gvaranu (lat. Paullinia cupana) po čemu je dobila ime..